# Атанас Темелков
Атанас Божинов Темелков, наричан Църин Танас, е български революционер, четник в околийската чета на Вътрешната македоно-одринска революционна организация.

## Биография
Атанас Темелков е роден през 1881 година в ениджевардарското село Пласничево, днес в Гърция. Присъединява се към ВМОРО и става четник в ениджевардарската чета на Апостол Петков. С нея участва в Илинденското въстание, а след това се прехвърля в България. Скоро след това се връща в Македония с воденската чета на Лука Иванов. През Младотурската революция се легализира. След войните за национално обединение на България идва като бежанец в България. Установява се в Равда, където умира през 1968 година.